# Turó de la Pinassa
El Turó de la Pinassa és una muntanya de 908 metres que es troba al municipi de Gallifa, a la comarca del Vallès Occidental.